# آیرو
عمو آیرو (به انگلیسی: Uncle Iroh) که با نام ژنرال آیرو ملقب به اژدهای غرب شناخته می‌شود.
آیرو ، یک شخصیت خیالی در مجموعه پویانمایی تلویزیونی نیکلودئون، آواتار: آخرین بادافزار است. این شخصیت که توسط مایکل دانته دی‌مارتینو و برایان کونیتزکو خلق شد، در دو فصل اول توسط ماکو و به دلیل مرگ ماکو، توسط گرگ بالدوین در فصل سوم و سریال دنباله‌ای افسانه کورا صداگذاری شد.
آیرو یک آتش‌افزار بسیار قدرتمند است —یعنی قدرت ایجاد و مهار آتش را به صورت دورجنبی دارد— و یک فرمانده بازنشسته‌ی ملت آتش است. او برادر بزرگ پادشاه آتش اوزای، فرمانروای ملت آتش و رهبر مبارزات آن برای تسخیر سه ملت دیگر است. در طول روایت سریال، او برادرزاده تبعیدی خود زوکو را در تلاش برای دستگیری قهرمان سریال، آنگ همراهی می‌کند تا شرافت و حق ولیعهدی شاهزاده جوان را بازگرداند. آیرو به عنوان یک مربی عمل می‌کند که به دنبال کمک به برادرزاده خود است تا فردی بهتر از پدرش شود.
در قسمت «ماجراهای با سینگ سه»، نام آیرو به صورت 艾洛 (aì lùo) نوشته شده بود. این قسمت «به افتخار ماکو» اختصاص داشت که چند ماه قبل از پخش این قسمت فوت کرده بود.